# Systém eRecept
Systém eRecept byl v České republice vytvořen k předepisování léků elektronickou formou (ePreskripce) už od roku 2011 a od ledna 2018 je tento způsob povinný. Centrální úložiště elektronických receptů (CÚER), jako součást Systému eRecept, je úložiště lékařských předpisů (receptů) vystavených v elektronické podobě. 

## Legislativa
Systém eRecept byl zřízen jako organizační součást Státního ústavu pro kontrolu léčiv podle zákona 378/2007 Sb. o léčivech. Je zřízen jako neveřejný informační systém veřejné správy dle zákona č. 365/2000 Sb. o informačních systémech veřejné správy. Centrální úložiště bylo zařazeno mezi kritické informační systémy dle zákona č. 181/2014 Sb. o kybernetické bezpečnosti.
Související právní předpisy:
- Vyhláška 54/2008 Sb., o způsobu předepisování léčivých přípravků,
- Vyhláška 84/2008 Sb., o správné lékárenské praxi,
- Vyhláška 236/2015 Sb., o stanovení podmínek pro předepisování, přípravu, distribuci, výdej a používání individuálně připravovaných léčivých přípravků s obsahem konopí pro léčebné použití
- Vyhláška 329/2019 Sb., o předepisování léčivých přípravků při poskytování zdravotních služeb

## Vydání a dostupnost eReceptu
Žádost o elektronický recept se vytváří prostřednictvím webové nebo mobilní aplikace nebo prostřednictvím informačního systému předepisujícího lékaře, který je vyvinut dle technické specifikace. Vytvoření elektronického receptu probíhá tak, že lékař za pomoci klientského certifikátu vydaného poskytovateli zdravotnických služeb sestaví TLS spojení s CÚER a odešle do něj uživatelské jméno a heslo lékaře a digitálně podepsanou žádost o vytvoření eReceptu ve formátu XML. Žádost obsahuje identifikační údaje pacienta nutné ke ztotožnění pacienta v centrálních registrech, dále obsahuje zdravotní pojišťovnu a číslo pojistky u ZP (pokud je lék hrazen z veřejného zdravotního pojištění). V neposlední řadě žádost obsahuje požadované léky a další náležitosti.
Z centrálního úložiště e-receptů obdrží lékař identifikační kód, který musí bezplatně předat pacientovi. Dvanáctimístný unikátní řetězec (posloupnost znaků), zvaný identifikátor eReceptu, může být zobrazen nejen alfanumericky, ale i čárovým nebo QR kódem.
Pacientovi může lékař eRecept poslat poštou, emailem, SMS zprávou, ale také předat ve vytištěné formě (vytištěná průvodka elektronického receptu). Vystavení lékařského předpisu v původní listinné podobě je přípustné jen ve vyjmenovaných případech a lékař je musí zdůvodnit. 
Lékárník opíše nebo načte kód získaný od pacienta, a přes centrální úložiště e-receptů získá informace o požadovaném léku. Ten také pacientovi vydá a pošle zprávu úložišti, že lék byl vydán. Přes registr může lékárník zjistit, zda pacient už nepřekročil omezené množství vydaného léku nebo jiné podmínky výdeje, a lék nevydat. Pokud pacient nezná svůj identifikátor eReceptu, lékárník může z centrálního úložiště receptů získat seznam všech identifikátorů nevydaných eReceptů pacienta na základě čísla občanského průkazu nebo čísla pasu.
ERecepty vytváří a eviduje centrální úložiště, které provozuje Státní ústav pro kontrolu léčiv. Centrální úložiště umožňuje lékařům poznat, zda si pacient lék vyzvedl nebo zda došlo v lékárně k záměně léku. eRecept na běžné léky má platnost čtrnáct dní. Výjimku tvoří antibiotika a chemoterapeutika, na jejich vyzvednutí má pacient pouze pět dní. Platnost začíná běžet dnem vystavení eReceptu, počítají se i víkendy a svátky. Opakovací eRecept platí půl roku, může platit až rok. Recept vystavený pohotovostní službou platí nejdéle 1 den následující po jeho vystavení. 
Informace o výdejích se mají v systému uchovávat nejméně po dobu pěti let.
Pacient má do systému přístup přes webovou, případně ještě mobilní aplikaci.
V pacientské webové aplikaci dochází k elektronické identifikaci pacientů v souladu s § 2 zákona č. 250/2017 Sb.  Zákona o elektronické identifikaci prostřednictvím Národní identitní autority, která by pak měla být využívána i v dalších systémech eGovernmentu.
K propagaci eReceptu zřídil SÚKL stránky elektronické preskripce.
Léky je možno vyzvednout i v některých lékárnách v zahraničí:
- Estonsko
- Chorvatsko
- Lotyšsko
- Polsko
- Španělsko

## Pohled lékaře
Povinná elektronická preskripce se od 1. 1. 2018 týká všech předepisujících lékařů, včetně nepracujících důchodců, lékařek na mateřské/rodičovské dovolené apod. Tito lékaři mohou využívat pro vystavování eReceptů bezplatnou webovou nebo mobilní aplikaci, kterou je možné využít na kterémkoli PC, notebooku, tabletu či smartphonu.
K vydávání eReceptů a přístupu do CÚER potřebuje lékař
- Kvalifikovaný certifikát pro podepisování dokumentů,
- Osobní přístupové údaje do Centrálního úložiště a
- Přístup zdravotnického zařízení do CÚ.[15]

Dojde-li např. k prokazatelnému výpadku elektrické energie či internetu, bude možné vystavit recept pacientovi i v papírové podobě. Výdej jako takový zaznamená do Centrálního úložiště lékárník.

## Pohled zdravotní pojišťovny
Pro zdravotní pojišťovny nezveřejnil server Epreskripce.cz žádné specifické informace (květen 2018).

## Historie
Leden 2009Zahájen provoz úložiště. Na vybudování systému se podílely tři soukromé firmy - Netprosys, Telefónica O2 a Aquasoft. Firma IZIP, a. s. byla z výběrového řízení vyloučena.
Prosinec 2009V průběhu roku 2009 žádný lékař neaktivoval připojení k centrálnímu úložišti, vystavování elektronických receptů nebylo vůbec realizováno. Na základě individuálního rozhodnutí Ústavu však do centrálního úložiště začala být ukládána osobní data o pacientech opisovaná z listinných receptů, a dále data o pacientech, kterým byly prodány léčivé přípravky s omezením. Ukládání osobních dat pacientů nemělo oporu v zákoně. SÚKLu byla následně uložena pokuta ve výši 2,3 mil. Kč.
Leden 2013Senát odmítl zavedení povinných elektronických receptů.
Únor 2014Ministr zdravotnictví, údajně kvůli podivnému tendru na eRecept, odvolal ředitele SÚKL a jeho tři náměstky.
Listopad 2015Dvoudenní výpadek Centrálního úložiště a Registru pro léčivé přípravky s omezením (RLPO) v důsledku ukončení technické podpory ze strany fy TRONEVIA a. s. Vláda ČR schválila tzv. jednací řízení bez uveřejnění, firma však s finančním návrhem SÚKL nesouhlasila. Předběžným opatřením bylo v prosinci lékovému ústavu nařízeno zdržet se užití aplikace eRecept atd.
Únor 2016Státní ústav pro kontrolu léčiv smí opět používat e-aplikace vyvinuté firmou Tronevia, s výjimkou eReceptu. Ústav uspěl s odvoláním proti předběžnému opatření.
Březen 2016Byl spuštěn náhradní systém elektronické preskripce pro elektronické recepty (Aquasoft).
Září 2017Zahájení provozu nového řešení Centrálního úložiště elektronických receptů včetně migrace dat z RLPO a ePreskripce.cz.
Leden 2018Lékařské předpisy jsou povinně předepisovány elektronicky, do systému jsou již zapojeni lékaři, lékárny i zdravotnická zařízení. Pokud dojde k výpadku elektrické energie či internetu, je možné vystavit recept pacientovi v papírové podobě. Od roku 2019 pak za vystavování papírových receptů namísto elektronických hrozí sankce.
Prosinec 2019Začátek účinnosti rozsáhlé novely, která přináší hlavně lékový záznam pacienta. Dnem 1.12.2019 bylo zahájeno půlroční období, kdy veřejnost může vyslovit nesouhlas se službou lékový záznam pacienta. Pacienti mohou vyslovit nesouhlas v pacientské aplikaci, podáním prostřednictvím datové schránky nebo zasláním úředně ověřeného dopisu. Ústavu zdravotnických informací a statistiky ČR je zpřístupněna anonymizovaná databáze údajů vedených v systému eRecept. Díky § 112a je Vládě svěřena pravomoc vyloučit ze systému eRecept příslušníky zpravodajských služeb, Policie, Celní správy, atd...
Leden 2020Přidána povinnost lékárníkům digitalizovat papírové recepty. Dne 15. ledna 2020 byl lékárníky zaznamenán masivní celorepublikový výpadek systému eRecept. Zavedena povinnost, že na eReceptu může být pouze jeden recept.
Duben 2020Od 1.4.2020 je možné na Kontaktním místě veřejné správy žádat ověřený výstup ze systému eRecept obsahující údaje vztahující se k pacientovi.
Červen 2020Zahájena dostupnost lékového záznamu pacienta pro lékaře a farmaceuty. Přidána možnost vydání ereceptu na základě čísla občanského průkazu nebo čísla pasu. Opětovné povolení více položek na eReceptu.
Červenec 2020Od 1.7.2020 je lékař povinen poskytovat Státnímu ústavu pro kontrolu léčiv v anonymizované podobě informace o výsledcích léčby pacientů pomocí přípravky s obsahem konopí. Elektronicky tuto agendu je možné provádět od 15.12.2020.
Listopad 2020Počet vystavených eReceptů překročil hranici 200 milionů.
Duben 2021Podpora evropského formátu pro přeshraniční výměnu elektronických zdravotních záznamů (doporučení EK 2019/243).
Květen 2021Od 26. května 2021 zákon dovoluje uživatelům (lékařům, farmaceutům a dalším) přistupovat do systému eRecept prostřednictvím národního bodu pro identifikaci a autentizaci. Dále zákon zřizuje centrální úložiště elektronických poukazů. Prostřednictvím tohoto úložiště mohou předepisující předepsat zdravotnický prostředek. Pokud prodejce přijímá elektronického poukazy, pak na základě elektronického poukazu prodejce vydá předepsaný zdravotnický prostředek.

## Kritika
Senát se vyslovil proti variantě opt-out přístupu u lékového záznamu pro lékárníky a farmaceuty.. Stalo se tak na návrh Jitky Seitlové a Václava Hampla. Dále v rozpravě senátorka naznačila nesoulad s ochranou osobních údajů a možným ohrožením nezávislosti soudců a zákonodárců. 
Zabezpečení systému eRecept nesplňuje požadavky definované Zákonem o kybernetické bezpečnosti. 
Úřad pro ochranu osobních údajů ve výroční zprávě za rok 2020 konstatoval, že v případě zpracování osobních údajů a osobních údajů vypovídajících o zdravotním stavu pacientů v CÚeR prostřednictvím IS eRecept jsou porušovány povinnosti dle obecného nařízení, protože i s přihlédnutím ke stavu techniky, nákladům na provedení, povaze, rozsahu, kontextu a účelům zpracování k různě pravděpodobným a různě závažným rizikům pro práva a svobody fyzických osob docházelo k narušení jejich bezpečnosti.